# Akira (film)
Akira (アキラ?, Akira) è un film d'animazione del 1988 diretto da Katsuhiro Ōtomo.
Pellicola di produzione giapponese basata sull'omonimo manga del medesimo autore, pur avendo diverso sviluppo e un differente finale.
Considerato il capolavoro assoluto di Ōtomo, Akira fa parte del novero di anime che, con il loro successo, hanno reso l'animazione giapponese popolare anche in Occidente. La colonna sonora del film venne composta da Shoji Yamashiro ed eseguita dai Geinoh Yamashirogumi.

## Trama
Dopo la terza guerra mondiale che nel 1988 ha completamente distrutto Tokyo con una bomba atomica, nel 2019 l'intera città di Neo-Tokyo è preda del caos: in questa metropoli numerose bande di giovani motociclisti si sfidano tra gli aggrovigliati palazzi e grattacieli in violente corse spesso all'ultimo sangue. In mezzo ad una piazza, un uomo cerca di proteggere dalle forze di polizia uno strano essere che presenta il corpo di un bambino e il viso di una persona anziana. Alla fine dello scontro l'uomo viene ucciso sanguinosamente dall'imponente schieramento di poliziotti. Alla vista del sangue il "bambino" urla spaventato causando svariati danni ai palazzi circostanti con le sue grida, dopodiché svanisce nel nulla sotto gli occhi degli increduli presenti.
Kaneda è un ragazzo saggio e altruista; a scuola non è molto dotato, ma è il leader di una delle bande di motociclisti composta da Kaisuke, Yamagata e Tetsuo. Quest'ultimo, il più giovane tra i ragazzi di Kaneda, prova un grande rispetto per lui, ma anche invidia nei suoi confronti, risentendo del fatto di non avere le stesse capacità del suo idolo e di essere costretto sempre a un ruolo di secondo piano, cosa che lo porta anche a subire alcune prese in giro; Kaneda tenta di consolare Tetsuo dicendogli che è il più giovane, ed è solo questione di tempo prima che anche lui riesca a farsi rispettare da tutti.
Una notte, dopo un duro scontro in cui hanno dovuto fronteggiare una potente banda rivale, tutti i ragazzi di Kaneda sono in fuga dalla zona di scontro tranne Tetsuo che, nell'intento di inseguire da solo un gruppo di motociclisti, si imbatte nel misterioso bambino inseguito dalla polizia. Tetsuo non riesce a evitarlo e la sua moto sembra scontrarsi violentemente contro una sorta di barriera qualche metro prima del bambino che rimane illeso, mentre Tetsuo in seguito all'esplosione della moto si ritrova dolente a terra; arriva immediatamente il suo gruppo, ma mentre cercano di assistere il compagno ferito vengono interrotti dall'arrivo dell'esercito, capeggiato dal Colonnello Shikishima, che recupera il bambino e preleva Tetsuo moribondo. Kaneda e i suoi amici vengono arrestati dall'esercito e portati nel commissariato di polizia. Nel frattempo il ragazzo è portato in un ospedale militare e sottoposto a strani trattamenti medici che riescono a curare le sue ferite. Il dottore che lo ha in cura si stupisce delle capacità mentali del ragazzo, e dopo averne parlato con il generale si reca in un misterioso sotterraneo in cui è presente una gigantesca macchina dotata di un oblò illuminato recante la targhetta Akira sopra di esso.
Kaneda e la sua banda vengono rilasciati dalla stazione di polizia, portando con loro una ragazza di nome Kei, una ribelle, da cui Kaneda è evidentemente attratto, ed a quel punto cercano di rintracciare il loro amico disperso per scoprire se sta bene. Kei riesce a divincolarsi dal gruppo e scomparire. Kaneda tuttavia non si dà per vinto e la ritrova durante un attentato ad un centro commerciale ad opera di alcuni ribelli della Resistenza. Salvata Kei dall'inseguimento, Kaneda si unisce al gruppo della Resistenza capeggiato da lei stessa e un uomo di nome Ryu, il quale vuole tentare un assalto ad uno dei grattacieli del governo per rapire il misterioso Akira. Kaneda coglie l'occasione per tentare di strappare Tetsuo dalle grinfie del colonnello.

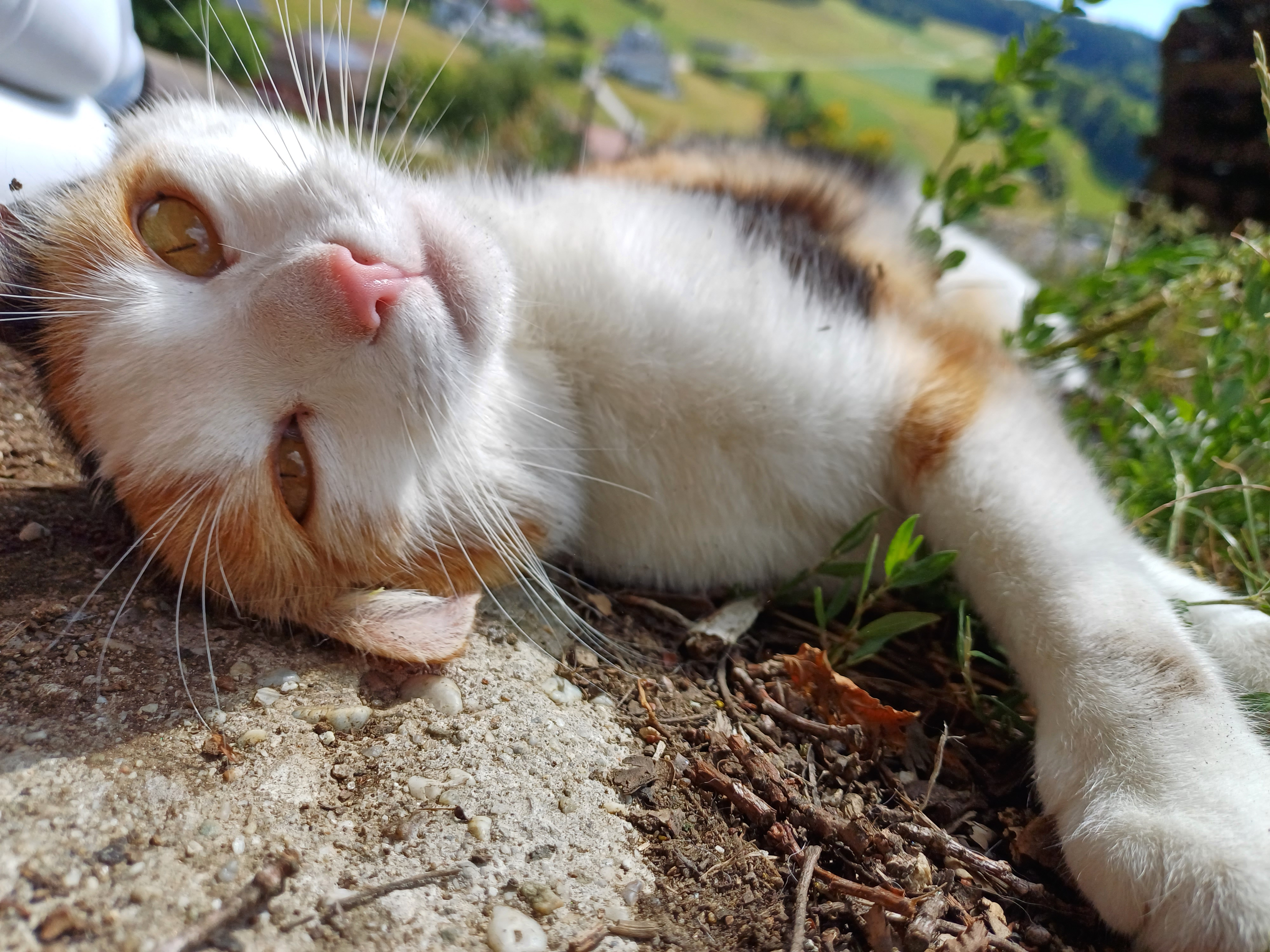
Laboratorio in cui è conservato Akira

Dalla fine della terza guerra mondiale, il Paese non ha più avuto nessun governo stabile e duraturo ma solo una lunga serie di governi brevi e fragili, crollati alle prime difficoltà. Il governo in carica, di cui è membro il misterioso Nezu (in realtà, un membro della Resistenza e maggiore informatore di Ryu e Kei), deve far fronte alla gravissima crisi dovuta alla tremenda situazione economica, politica e sociale del paese. Il Colonnello Shikishima, capo dell'esercito, riferisce che la situazione sta per scoppiare e c'è il rischio imminente di una rivolta violenta. Inoltre diversi gruppi di fanatici religiosi aizzano le folle predicando al mondo la ricomparsa di "Akira il salvatore", un misterioso individuo che dovrebbe ripulire la Terra dagli individui indegni di abitarla e che, secondo i fanatici, è l'autore della grande esplosione a Tokyo che trent'anni prima aveva dato inizio alla terza guerra mondiale. Nonostante questa grave situazione e la mancanza di fondi per le attività necessarie, il governo decide di continuare a stanziare maggiori finanziamenti per la costruzione di alcune strutture destinate ad ospitare una imminente edizione dei giochi olimpici e inoltre solleva il colonnello dall'incarico di supervisore del progetto Akira.
Kaneda e i ribelli capeggiati da Kei trovano una via per accedere all'edificio in cui viene tenuto Tetsuo e arrivano ai piani alti attraverso un hovercraft rubato alle guardie; il prezzo tuttavia è la morte degli altri ribelli. Nel frattempo, Tetsuo si risveglia in una stanza e comincia ad essere vittima di tremende allucinazioni causate da tre bambini misteriosi; da queste allucinazioni apprende l'esistenza di Akira e si convince che questo fantomatico individuo sia in grado di dargli le risposte che cerca. Per questo decide di evadere dalla stanza in cui è tenuto prigioniero e di andare ad incontrare Akira. Durante il suo tragitto Tetsuo si imbatte in alcune guardie, e qui scopre di essere un esper capace di uccidere solo guardando le sue vittime. Arrivato in una delle stanze più remote dell'enorme grattacielo in cui è imprigionato, Tetsuo fa la conoscenza dei tre esper che l'avevano tormentato fino a quel punto nei suoi sogni: Takashi, Masaru e Kiyoko, anch'essi risultati di esperimenti analoghi a quelli a cui è stato sottoposto il ragazzo.
Tetsuo riconosce in Takashi lo strano bambino con cui aveva avuto l'incidente in moto. Bramoso di maggiori risposte, Tetsuo ingaggia uno scontro telecinetico coi tre esper, uscendone vincitore. Nel frattempo Shikishima con le truppe lo raggiunge e nello scontro muoiono parecchi soldati. Anche Kaneda e Kei riescono a trovare Tetsuo, ma questi si rivela totalmente instabile, e in un delirio di onnipotenza dimostra a se stesso di essere superiore a Kaneda attaccandolo per poi teletrasportarsi nel vuoto al di fuori dell'edificio. Ormai libero, Tetsuo comincia a percorrere le strade della città, manifestando sempre più i suoi poteri e contemporaneamente perdendone sempre più il controllo, arrivando ad uccidere un membro della gang di cui faceva parte, Yamagata. All'interno dell'edificio i tre esper rivelano i piani di Tetsuo e il colonnello fa arrestare Kaneda e Kei.
Nella cella Kei rivela a Kaneda lo scopo del gruppo di rivoluzionari che indaga sull'esistenza del "progetto Akira", il progetto top secret per cui il governo ha stanziato fondi praticamente infiniti per tutto il dopoguerra. Kaneda apprende che il progetto Akira è un pozzo senza fondo di soldi statali a cui è destinato quasi tutto il bilancio annuale dello stato, rallentando vistosamente la ricostruzione post-bellica del paese. Questo ha aggravato e continua ad aggravare di anno in anno la crisi economica e sociale che ora devasta l'intera nazione. Misteriosamente la porta della cella si apre e i due possono fuggire.
Intanto, nel suo itinerario in cerca di Akira, Tetsuo compie stragi di ogni genere, al punto da essere acclamato egli stesso come "il nuovo Akira", ritrovandosi in breve circondato da un esercito di fedeli tra i fanatici religiosi. Nel caos generato dalla presenza di Tetsuo, il Colonnello Shikishima (il più accanito sostenitore del progetto Akira) approfitta dell'ulteriore instabilità del governo già fragile e con un colpo di Stato prende il potere, instaurando un regime militare e opponendo le sue truppe all'avanzata di Tetsuo verso il villaggio olimpico. Nel frattempo i membri del governo vengono arrestati e nella fuga, Nezu si sbarazza di Ryu, che era sopravvissuto all'assalto del grattacielo, rivelandosi così come un uomo interessato solo al suo tornaconto e non alla Resistenza. Lo stesso Nezu, sopraffatto dalla sua salute cagionevole, successivamente perirà per le strade di Neo-Tokyo nel suo disperato tentativo di non cadere nelle mani dell'esercito.
Kaneda e Kei trovano un membro della gang, Kaisuke, che rivela tutte le nefandezze compiute da Tetsuo e la morte di Yamagata. A quel punto Kei, sotto il controllo mentale dell'esper Kiyoko, viene portata via da Takashi per fermare Tetsuo. Quest'ultimo perde sempre più il senso della realtà: nel suo delirio di onnipotenza continua a dirigersi verso la città olimpica spazzando via ogni armata che il colonnello gli mette davanti. Arrivato nei sotterranei della città olimpica ingaggia un colossale combattimento telecinetico con Kei, tanto da portare in superficie il globo criogenico in cui è racchiuso Akira, mostrando che l'intera Olimpiade è una messa in scena per coprire gli altissimi costi del progetto Akira, e che la città olimpica non è nient'altro che una gigantesca copertura costata cifre folli: infatti sotto gli impianti sportivi sono sistemate tutte le strutture militari destinate al progetto, tra cui la "casa" del leggendario Akira e interi centri scientifici dedicati al suo studio. Sconfitta Kei, Tetsuo scoperchia l'involucro circondante Akira per scoprire solo dei tubi criogenici contenenti informazioni, lastre e parti anatomiche di un bambino. Akira in realtà è morto fin dal principio, distruggendo Tokyo, e il progetto Akira aveva l'unico scopo di preservare gli innumerevoli risultati degli esperimenti compiuti sul corpo del bambino affinché gli scienziati futuri potessero carpire il segreto del suo immenso potere.
Nel frattempo Kaneda riesce a raggiungere Tetsuo tentando di convincerlo a redimersi. Ad un suo rifiuto, Kaneda attacca Tetsuo e i due ingaggiano uno scontro che si conclude col tempestivo arrivo di un raggio laser proveniente da un cannone satellitare comandato dal colonnello. Il raggio colpisce Tetsuo, distruggendogli un braccio. In tutta risposta Tetsuo vola fino a raggiungere il cannone nello spazio sub-orbitale e grazie ai suoi poteri lo fa disintegrare nell'atmosfera, causando distruzione per tutta la città. Tornato a terra, Tetsuo assembla per se stesso un braccio meccanico in sostituzione a quello distrutto, per poi trovare rifugio nello stadio olimpico in costruzione. Raggiunto da Kaneda, il Colonnello e gli esper, il corpo di Tetsuo, non riuscendo più a contenere l'immenso potere, si trasforma in una gigantesca e mostruosa ameba che inizia ad inglobare tutto quello che ha vicino cercando di schiacciare Kaneda e il colonnello mentre Kaori muore schiacciata. Gli esper riescono a richiamare il defunto Akira attraverso i suoi resti conservati e grazie a lui riescono a creare una sfera d'energia che inizia a "divorare" Tetsuo e tutto lo stadio. Kaneda, Kei e il colonnello vengono messi in salvo dagli esper che decidono di sacrificarsi per salvare Tetsuo e raggiungere Akira in un luogo sconosciuto, sostenendo comunque che un giorno sarebbero tornati.
Il ritorno di Akira causa una seconda esplosione che distrugge il centro di Neo-Tokyo. Kaneda, Kei, Kaisuke e il colonnello riescono a sopravvivere mentre Akira scompare per sempre, così come Tetsuo. Quest'ultimo, raggiunti i poteri divini, in un'altra dimensione dà inizio ad un nuovo Big Bang, pronunciando le parole: "Io sono Tetsuo".

## Produzione

Copertina del volume 5 dell'edizione italiana

Per la sua realizzazione è stato necessario creare una apposita società denominata Akira Committee, partecipata da dieci delle maggiori compagnie di produzione cinematografica giapponese (tra cui Kōdansha, Mainichi Hosho, Bandai, Toho, Laser Disc Corporation, Tokyo Movie Shinsha). Questa procedura si è resa necessaria per riuscire ad accumulare il budget di un miliardo di yen e sostenere l'enorme spesa necessaria per produrre il film, inarrivabile per una singola casa di produzione (negli anni ottanta il budget per i film giapponesi era di circa 100-200 milioni di yen).
Secondo Ken Tsunoda, capo del comitato della produzione per Kōdansha, il costo di produzione inizialmente previsto era di 500 milioni di yen ma raggiunse i 700 milioni, a cui aggiungere i costi per promuoverlo con cui si arrivò a circa 1 miliardo.
Anche dal punto di vista tecnico il film segna un punto di svolta nella storia dell'animazione giapponese. Si tratta del primo caso di collaborazione tra più studi di animazione di queste proporzioni. Nell'ambito della Akira Commitee hanno trovato posto 1.300 animatori provenienti da 50 studi diversi, cinque di questi studi si dedicarono esclusivamente alla creazione dei fondali e uno esclusivamente alla parte di grafica computerizzata. I produttori raggiunsero uno speciale accordo sindacale che consentiva agli animatori di lavorare alternandosi in turni diurni e notturni, permettendo che la realizzazione del film procedesse ventiquattro ore su ventiquattro.

### Innovazioni digitali
Akira rappresenta uno dei primi casi di notevole uso di CGI in un film di animazione. In Akira l'uso della grafica computerizzata è limitato ad una piccola parte del film, quella degli effetti caleidoscopici procurati dai poteri ESP.
Un'altra tecnica digitale innovativa introdotta con Akira è il pre-recording, ovvero registrare il doppiaggio dei personaggi quando questi sono ancora a livello di bozza grafica, consentendo così di adattare il labiale e le movenze del personaggio alla battuta del doppiatore. Questa tecnica, inedita per l'animazione giapponese, era già utilizzata dalla Disney.

## Colonna sonora
La colonna sonora è stata scritta e diretta da Shoji Yamashiro ed eseguita dal collettivo musicale Geinoh Yamashirogumi, da lui stesso fondato. È stata commercializzata in due diverse versioni.

### AKIRA Symphonic Suite
Intitolata originariamente Akira Original Soundtrack, è stata poi riedita con questo nome per distinguerla dall'altra colonna sonora. Le tracce di questa edizione sono state registrate appositamente dal Geinoh Yamashirogumi, per cui sono leggermente diverse dalle musiche che si sentono nel film.
1. Kaneda – 3:10
2. Battle Against Clown – 3:35
3. Winds Over Neo-Tokyo – 2:50
4. Tetsuo – 10:20
5. Doll's Polyphony – 2:55
6. Shohmyoh – 10:10
7. Mutation – 4:50
8. Exodus From the Underground Fortress – 3:20
9. Illusion – 14:00
10. Requiem – 14:25

Durata totale: 69:35

### Akira Original Soundtrack
Le musiche di questa edizione non sono state registrate ex novo, ma sono esattamente quelle presenti nel film. Insieme alle musiche sono presenti gli effetti sonori e parti di dialoghi. Può darsi che queste tracce siano semplici riversamenti dell'audio del film.
1. Kaneda – 10:00
2. Tetsuo 1 – 12:35
3. Tetsuo 2 – 12:35
4. Akira – 8:00

Durata totale: 43:10

## Distribuzione
La première in Giappone avvenne il 16 luglio 1988. Negli USA il film ebbe una distribuzione cinematografica limitata dal 25 dicembre 1989 per poi essere distribuito in home video, sia in versione doppiata sia in lingua originale sottotitolato; in Europa venne distribuito negli anni successivi.
In Italia Akira fu inizialmente distribuito nei cinema dal 20 marzo 1992 da Eagle Pictures, con un doppiaggio basato sulla versione anglofona (compreso il cambio di alcuni nomi: Roy, Kay e Yama al posto di Ryu, Kei e Yamagata). Questa prima versione italiana, inoltre, eliminava interamente il prologo del film. In questa forma Akira fu distribuito in VHS dalla Multivision e trasmesso alcune volte all'interno di Fuori orario su Raitre. Il 29 maggio 2013 il film fu ridistribuito nei cinema a cura di Nexo Digital, per un solo giorno, in occasione del 25º anniversario; il successivo 11 dicembre, Dynit rese disponibile in home video l'edizione restaurata con Blu-ray, DVD, CD e libro con contenuti extra e interviste. Durante il Lucca Comics & Games 2017, Dynit ha annunciato una nuova uscita del film al cinema in occasione del 30º anniversario, ma stavolta con un nuovo doppiaggio più fedele all'originale. La nuova edizione del film (con dialoghi di Lina Zargani e diretta da Stefano Santerini presso CD Cine Dubbing) è stata proiettata al cinema il 18 aprile 2018 e poi nuovamente il 14 e 15 marzo 2023 per il 35º anniversario (stavolta in versione restaurata 4K, sia in lingua originale che nel nuovo doppiaggio italiano). Dal 2018 il film è stato ripubblicato in Blu-ray e DVD che includono entrambi i doppiaggi italiani.

## Accoglienza

### Incassi
In patria la prima distribuzione nelle sale fruttò poco più di 700 milioni di yen, ai produttori ci vollero anni per rientrare completamente dell'investimento e realizzare profitti, soprattutto grazie alla vendita di VHS, laser disc e più tardi DVD. Complessivamente, considerate le successive repliche, al botteghino in Giappone il film ha incassato ad oggi oltre 6 miliardi di yen, mentre negli altri paesi il successo cinematografico è stato abbastanza marginale (439.162 USD negli Stati Uniti sono un incasso deludente) rispetto alle cospicue vendite per il mercato home video.

### Critica
Nel 2008 Akira è stato collocato al 440º posto nella classifica dei 500 più grandi film di tutti i tempi, mentre nel 2010 risulta al 51º posto nella lista dei migliori film della cinematografia mondiale, pubblicati entrambi dalla rivista Empire.
Il film è presente in pianta stabile nelle classifiche dei migliori film d'animazione mai prodotti: ad esempio, sul sito IGN è stato collocato al 14º posto, mentre su Rotten Tomatoes all'85º posto (con il 91% di recensioni positive).

## Il manga
Il soggetto e la sceneggiatura del film traggono origine dal manga omonimo ideato e disegnato dallo stesso autore dell'opera cinematografica. Akira venne pubblicato per la prima volta nel 1982 sulle pagine della rivista giapponese Young Magazine, in seguito ne venne pubblicata la raccolta in 6 volumi dalla casa editrice Kōdansha. Dopo aver venduto circa 3 500 000 copie in patria vennero raggiunti gli accordi per l'esportazione e venne pubblicato negli Stati Uniti distribuito dalla Marvel Comics, che fece colorare il manga dal pioniere del fumetto digitale Steve Oliff, riscuotendo un successo senza precedenti per un fumetto giapponese.

## Adattamenti e opere derivate

### Videogioco
- Dal film d'animazione è stato tratto un videogioco d'avventura, Akira, sviluppato da Taito e distribuito nel 1988 per Family Computer. A seguito del successo del film in occidente, dopo una lunga gestazione uscì nel 1994 Akira per Commodore Amiga e CD32, un gioco di azione e avventura prodotto da ICE software che viene ricordato tra i peggiori sviluppati per la piattaforma.[23]
- Durante il 1993 era in sviluppo un tie-in del film per Sega Mega Drive da parte di Black Pearl Software, poi in seguito accantonato e lasciato allo stadio di prototipo. Per la pubblicazione era stata considerata THQ.

### Anime Comics
- Un adattamento anime comic del film in cinque volumi venne pubblicato in giapponese nel 2000 da Kōdansha, in Italia è stato edito nel 2005 da Panini Comics, sotto l'etichetta Planet Manga.

### Film live action
All'inizio degli anni novanta, la Sony negoziò con la Kōdansha per produrre un live action basato su Akira che però non venne mai realizzato.
Il 22 febbraio 2008 la Warner Bros. e la Appian Way, dell'attore Leonardo DiCaprio, annunciarono un progetto per la produzione di due film basati sul manga originale. Il primo, per il quale si erano fatti i nomi di Ruairi Robinson come regista e di Andrew Lazar, Leonardo DiCaprio e Jennifer Davisson come produttori, sarebbe dovuto uscire nell'estate nel 2009, tuttavia, dopo un primo rinvio al 2011, nel giugno 2009 si era pensato che il progetto cinematografico fosse stato cancellato o messo da parte, ma il produttore Andrew Lazar ha dichiarato in seguito che il live action è un "progetto prioritario per Warner Brothers". Nel settembre 2009, la stesura dello script del film venne affidata agli sceneggiatori Mark Fergus e Hawk Ostby (I figli degli uomini e Iron Man), ed è stato successivamente revisionato e corretto da Steve Kloves, sceneggiatore della saga di Harry Potter, mentre Albert Hughes era stato scelto per dirigere la pellicola, con l'obbiettivo di iniziare le riprese ad agosto 2011 e rendere il film in modo da ottenere il divieto PG-13 (vietato ai minori di tredici anni non accompagnati).
A marzo 2011 la casa di produzione ha emanato una lista di attori che dovrebbero essere i possibili candidati per il ruolo dei due protagonisti: rispettivamente Robert Pattinson, Andrew Garfield e James McAvoy per il ruolo di Kaneda e Garrett Hedlund, Michael Fassbender, Chris Pine, Justin Timberlake e Joaquin Phoenix per Tetsuo. Ciò ha scatenato molte polemiche da parte dei fan, per via dell'ingaggio di attori occidentali per interpretare dei personaggi con nomi giapponesi e anche per l'anzianità di questi ultimi rispetto ai protagonisti adolescenti dell'opera originale, tanto che il sito Racebending.com ha avviato una petizione su Facebook per esprimere il proprio dissenso, a cui ha aderito anche l'attore George Takei che in una intervista sul magazine The Advocate ha dichiarato: "L'idea di acquistare i diritti [per il live action di Akira] e di fatto cambiare l'opera sembra piuttosto insensato". Successivamente, Robert Pattinson ha rivelato di non essere assolutamente a conoscenza della lista di attori di cui farebbe parte. A maggio 2011, dopo il rifiuto di Keanu Reeves di interpretare il ruolo di Kaneda, la Warner ha bloccato la pre-produzione del film e poco tempo dopo il regista Albert Hughes ha abbandonato il progetto a causa di "divergenze creative" con la casa di produzione.
A luglio 2011, la Warner è entrata in trattative con il regista Jaume Collet-Serra per dirigere la pellicola, stanziando un budget di 90 milioni di dollari per la produzione. A fine ottobre la casa di produzione aveva dato ufficialmente il via libera alla produzione, prevedendo di iniziare le riprese tra febbraio e marzo 2012, tuttavia a gennaio 2012 la Warner ha nuovamente sospeso la produzione a causa di problemi di casting e di budget.